# Damon Wayans
Damon Kyle Wayans (Nueva York; 4 de septiembre de 1960) es un comediante en vivo, escritor y actor estadounidense que comenzó su carrera en 1982. Es un miembro de la Familia Wayans, dueños de la productora The Wayans Brothers. Wayans actuó como comediante a lo largo de la década de 1980, incluida una larga temporada en la serie de comedia sketch Saturday Night Live.
Su verdadero avance, sin embargo, se produjo como escritor e intérprete en el sketch comedia de FOX In Living Color, de 1990 a 1992. Desde entonces ha participado en varias películas y programas de televisión, alguno de los cuales ha coproducido o coescrito, como El último boy scout y Major Payne, y la comedia My Wife and Kids. Desde 2016 y hasta 2019 interpretó a Roger Murtaugh en la serie de televisión Lethal Weapon.

## Filmografía

### Cine y televisión
| Año       | Título                                  | Personaje                         |
| --------- | --------------------------------------- | --------------------------------- |
| 1984      | Beverly Hills Cop                       | Banana Man                        |
| 1985-1986 | Saturday Night Live                     | Varios personajes.                |
| 1986      | Triplecross (serie de televisión)       | Personaje desagradable #1         |
| 1987      | Hollywood Shuffle                       | Guardaespaldas #2/Willie          |
| 1987      | Roxanne                                 | Jerry                             |
| 1987      | A Different World (serie de televisión) | Marvin Haven                      |
| 1988      | Colors                                  | T-Bone                            |
| 1988      | Earth Girls Are Easy                    | Zeebo                             |
| 1988      | Punchline                               | Percy                             |
| 1988      | I'm Gonna Git You Sucka                 | Leonard                           |
| 1990      | Look Who's Talking Too                  | Eddie (voz)                       |
| 1990-1994 | In Living Color (serie de televisión)   | Varios personajes                 |
| 1991      | The Last Boy Scout                      | James Alexander 'Jimmy/Jim' Dix   |
| 1992      | Mo' Money                               | Johnny Stewart                    |
| 1993      | Last Action Hero                        | Él mismo                          |
| 1994      | Blankman                                | Darryl Walker                     |
| 1994      | Way of the Warrior (3DO Game)           | Fox                               |
| 1995      | Mayor Payne                             | Mayor Benson Payne (protagonista) |
| 1996      | Celtic Pride                            | Lewis Scott                       |
| 1996      | The Great White Hype                    | James 'The Grim Reaper' Roper     |
| 1996      | Bulletproof                             | Rock Keats/Jack Carter            |
| 1998      | Damon (serie de televisión)             | Damon Thomas                      |
| 1999      | Harlem Aria                             | Wes                               |
| 1999      | Goosed                                  | Dr. Steven Hemel                  |
| 2000      | Bamboozled                              | Pierre Delacroix                  |
| 2001-2005 | My Wife and Kids (serie de televisión)  | Michael Kyle                      |
| 2003      | Marci X                                 | Dr. S                             |
| 2004      | Behind the Smile                        | Charlie Richman                   |
| 2006      | Farce of the Penguins                   | Pingüino (voz)                    |
| 2006      | The Underground (serie de televisión)   | Varios                            |
| 2008      | Never Better (serie de televisión)      | Keith                             |
| 2011      | Happy Endings (serie de televisión)     | Francis Williams                  |
| 2016-2019 | Lethal Weapon (serie de televisión)     | Roger Murtaugh                    |
| 2018      | Happy Together (serie de televisión)    | Mike Davis                        |